# Box of Secrets
Albums de Blood Red Shoes
Fire Like This
(2010)
Singles
1. A.D.H.D
Sortie : 15 mai 2006
2. You Bring Me Down
Sortie : 20 novembre 2006
3. It's Getting Boring by the Sea
Sortie : 4 juin 2007
4. I Wish I Was Someone Better
Sortie : 29 octobre 2007
5. Say Something, Say Anything
Sortie : 7 avril 2008
6. This Is Not for You
Sortie : 7 juillet 2008

Box of Secrets est le premier album studio du groupe de rock britannique Blood Red Shoes, sorti le 14 avril 2008 sur le label V2 Records. Le titre de l'album est celui d'une chanson qui n'apparaît pas dessus (c'est la face B du single It's Getting Boring by the Sea) et fait référence à une phrase entre les deux membres du groupe pour décrire les choses qu'ils peuvent se dire seulement l'un à l'autre.
L'album s'est classé à la 47e place du classement des ventes au Royaume-Uni.

## Liste des titres
| No  | Titre                          | Durée |
| --- | ------------------------------ | ----- |
| 1.  | Doesn't Matter Much            | 3:25  |
| 2.  | You Bring Me Down              | 3:42  |
| 3.  | Try Harder                     | 3:50  |
| 4.  | Say Something, Say Anything    | 3:12  |
| 5.  | I Wish I Was Someone Better    | 3:48  |
| 6.  | Take the Weight                | 4:38  |
| 7.  | A.D.H.D                        | 3:17  |
| 8.  | This Is Not for You            | 4:32  |
| 9.  | It's Getting Boring by the Sea | 2:56  |
| 10. | Forgive Nothing                | 3:10  |
| 11. | Hope You're Holding Up         | 5:12  |

## Accueil critique
Pour le site AllMusic, c'est un album « de rock abrasif, primitif et étonnamment mélodique », Laura-Mary Carter étant « particulièrement impressionnante » à la guitare. Robb Webb, de Drowned in Sound, évoque « un bon album qui aurait pu être fantastique » avec un peu plus de variété et d'ambition dans les morceaux mais qui « conserve l'agressivité du son live » du groupe tout en ayant « une véritable sensibilité pop ». Pour le New Musical Express, l'album est « réalisé avec une telle férocité qu'on est enclin à ne pas s'attarder sur ses accrocs occasionnels » (Try Harder, I Wish I Was Someone Better) mais plutôt sur les titres « formidables » que sont It's Getting Boring by the Sea, ADHD, Doesn't Matter Much, You Bring Me Down et Say Something, Say Anything. Anne Yven, de Music Story, évoque des « morceaux énergiques et compacts enlevés par une cousine éloignée de Karen O », le groupe devant pour s'affirmer dans le futur « creuser davantage ses chansons et conserver la spontanéité et la fraîcheur de cet essai ». Pour le site albumrock, l'album est « une injection d'adrénaline musicale » dont le secret « réside dans l'alliance simple et efficace guitare-batterie qui donne des morceaux faussement bordéliques, où chaque son percute et entraîne un effet domino ».
Maddy Costa, du The Guardian, estime que certains titres, You Bring Me Down et Say Something Say Anything, sont « assez irrésistibles » mais que cet ensemble « déchaîné » est trop long et répétitif et « manque de pouvoir de séduction et de légèreté ».